# Aconitum ningwuense
Aconitum ningwuense är en ranunkelväxtart som beskrevs av Wen Tsai Wang. Aconitum ningwuense ingår i släktet stormhattar, och familjen ranunkelväxter. Inga underarter finns listade i Catalogue of Life.